# Portada/efemèride agost 21
Dàlia Ravikovitx
« 20 d'agost · 21 d'agost · 22 d'agost »